# Szczur kłujący
Szczur kłujący (Rattus praetor) – gatunek ssaka z podrodziny myszy (Murinae) w obrębie rodziny myszowatych (Muridae), występujący na Nowej Gwinei i pobliskich wyspach Melanezji.

## Taksonomia
Gatunek po raz pierwszy zgodnie z zasadami nazewnictwa binominalnego opisał w 1888 roku brytyjski zoolog Oldfield Thomas nadając mu nazwę Mus praetor. Holotyp pochodził z Aola, na wyspie Guadalcanal, należącej do Wysp Salomona. 
Rattus praetor należy do kladu rodzimych gatunków „Recent New Guinea” i wydaje się być zbliżony do R. steini (co czyni go taksonem parafiletycznym), R. mordax i R. novaeguineae. Zgodnie z obecną definicją, R. praetor prawie na pewno reprezentuje wiele gatunków, głównie dlatego, że regularnie odławia się osobniki spoza obecnego znanego rozmieszczenia, które są dość podobne do R. praetor. Opisany w 2010 roku R. nikenii został wcześniej włączony do R. praetor. R. praetor był też uznany za podgatunek R. ruber, jednak holotyp tego gatunku okazał się być introdukowanym R. nitidus. Autorzy Illustrated Checklist of the Mammals of the World rozpoznają dwa podgatunkói.

### Etymologia
- Rattus: łac. rattus „szczur”[12].
- praetor: łac. praetor „ten, który idzie przed, przywódca, lider”[13].
- coenorum: łac. coenum „brud, błoto”[14].

## Morfologia
Długość ciała (bez ogona) 157–245 mm, długość ogona 144–181 mm, długość ucha 18–20 mm, długość tylnej stopy 34–39 mm; masa ciała 164–228 g. 

## Występowanie i biologia
Szczur kłujący występuje w trzech państwach: Indonezji, Papui-Nowej Gwinei i Wyspach Salomona. Zamieszkuje północno-zachodnią część Nowej Gwinei (na półwyspie Ptasia Głowa, na południe i na północ od Gór Śnieżnych, po dorzecze rzek Sepik i Ramu), wyspy Archipelagu Bismarcka i Wyspy Salomona, aż do wyspy Tikopia. Niewykluczone, że jego zasięg jest jeszcze większy.
Zasięg występowania w zależności od podgatunku:
- R. praetor praetor – Archipelag Bismarcka (w tym Wyspy Admiralicji) i pobliskie wyspy oraz Wyspy Salomona.
- R. praetor coenorum – zachodnia i północna Nowa Gwinea; populacje na wyspach Gebe i Salawati prawdopodobnie reprezentują ten takson.

## Ekologia
Jest spotykany od poziomu morza do 2000 m n.p.m. Podejrzewa się, że na wyspy poza Nową Gwineą został zawleczony wraz z ludźmi w czasach prehistorycznych, około 1500 p.n.e. docierając na Nową Irlandię, a niedługo później na Wyspy Salomona.
Gatunek ten jest szczególnie liczny w przekształconym środowisku, do pewnego stopnia będąc komensalem wobec człowieka. Prowadzi naziemny tryb życia, kryje się w norach. Rozmnaża się przez cały rok, samica rodzi w miocie od 2 do 7 młodych.

## Populacja
Szczur kłujący jest szeroko rozpowszechniony i pospolity. Nie są znane zagrożenia dla gatunku, choć w niektórych obszarach może konkurować o zasoby z kosmopolitycznym szczurem śniadym (R. rattus). Bywa uznawany za szkodnika. Międzynarodowa Unia Ochrony Przyrody uznaje szczura kłującego za gatunek najmniejszej troski.